# Garde-Reiter-Denkmal

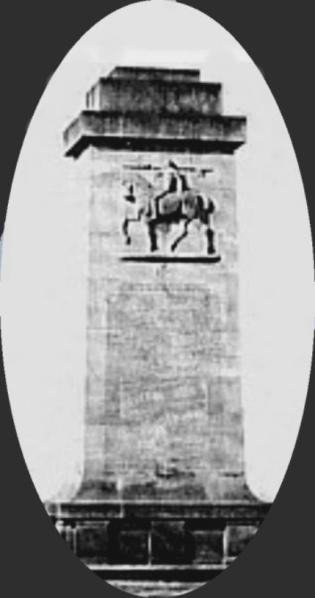
Garde-Reiter-Denkmal, Ansichtskartenausschnitt von 1920

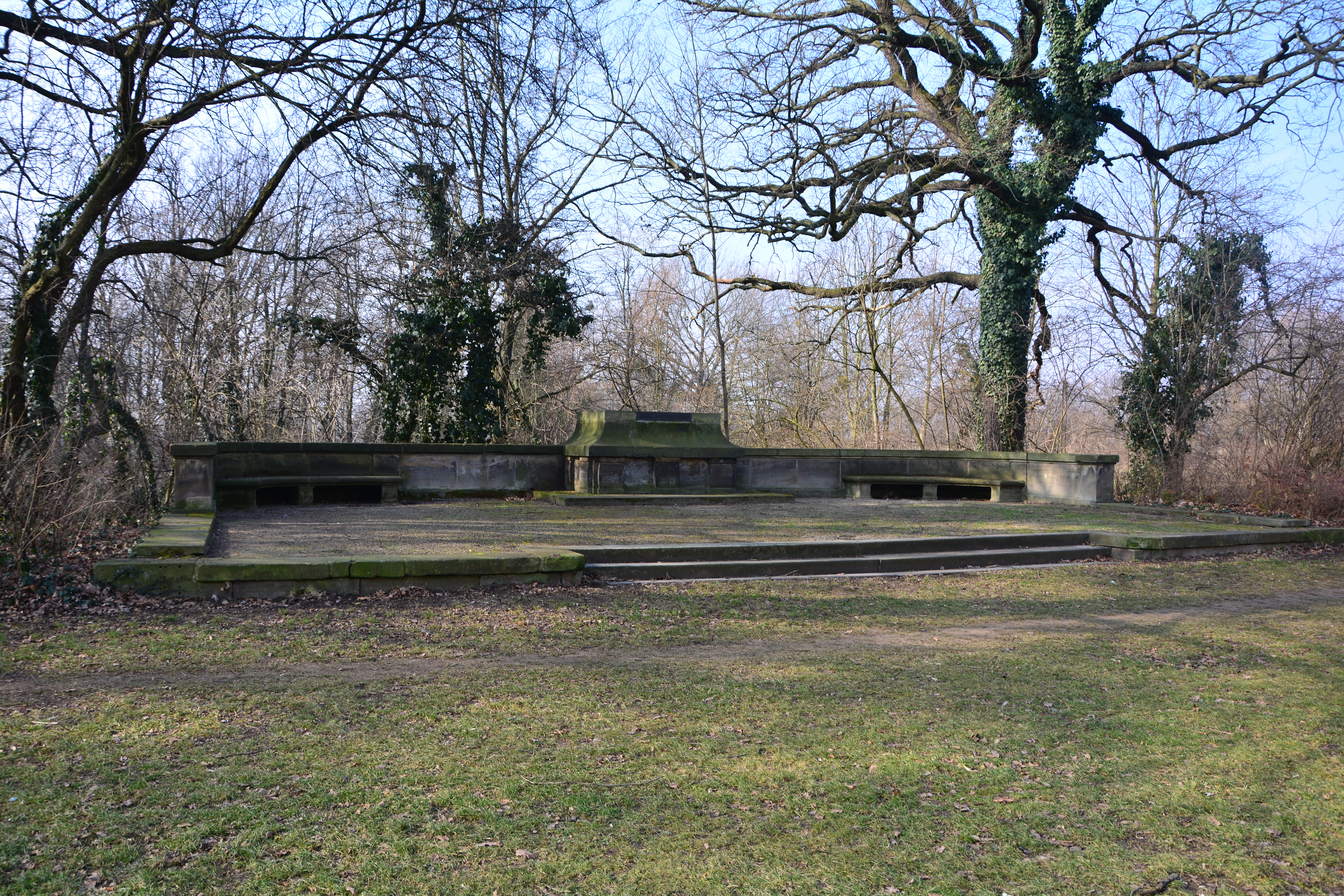
Garde-Reiter-Denkmal 2018, Gesamtansicht

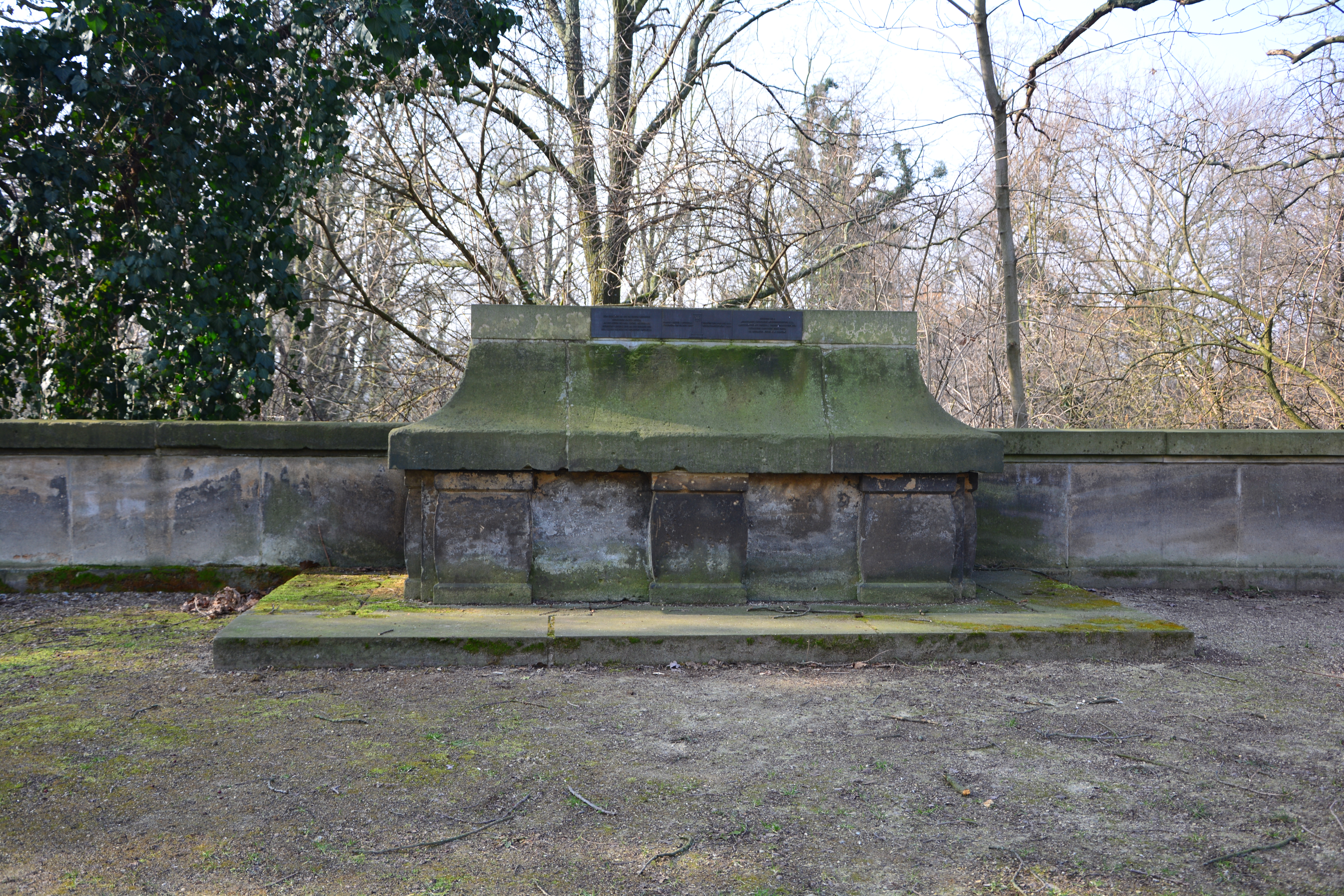
Garde-Reiter-Denkmal 2018

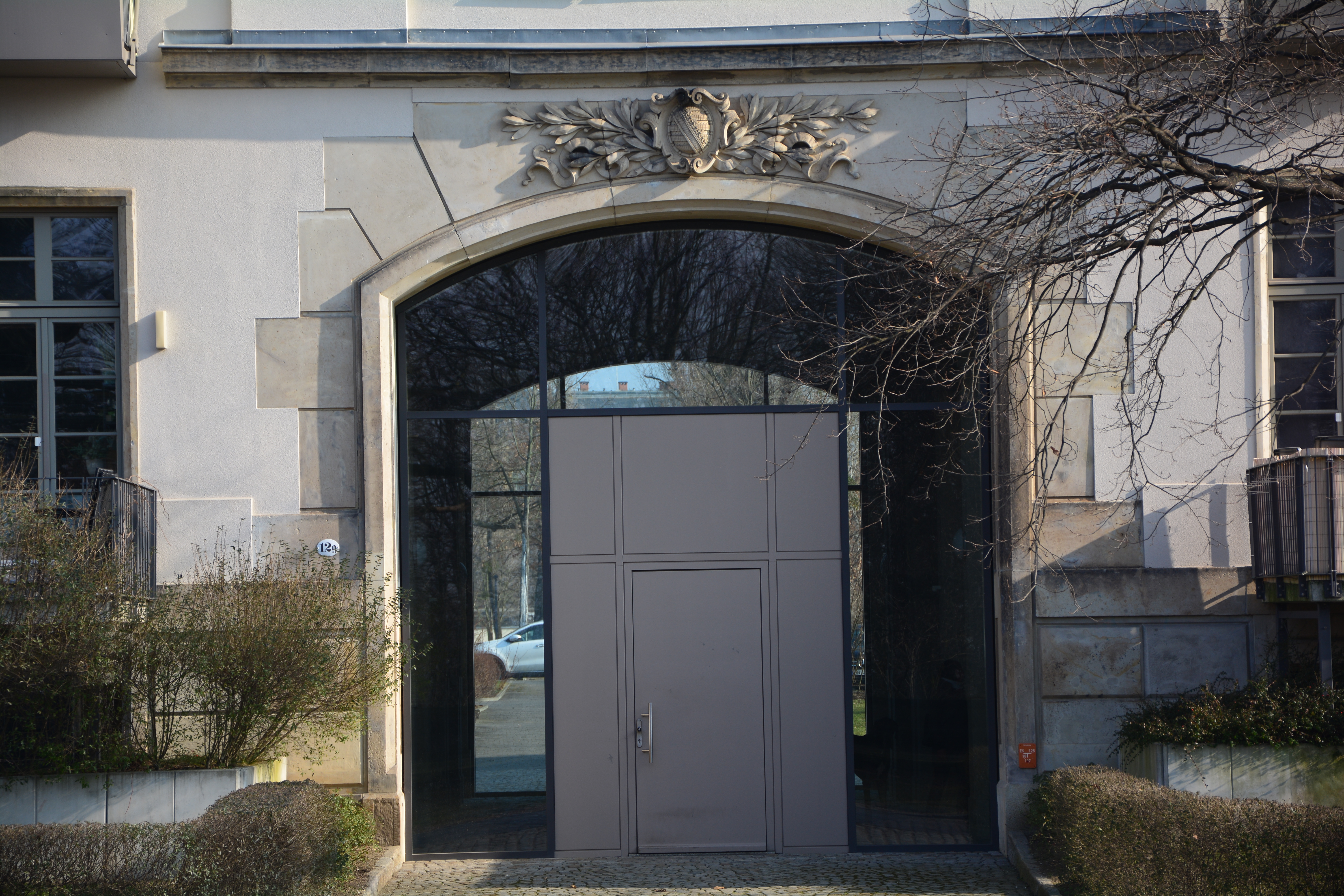
Ehemaliger Haupteingang zur Garde-Reiter-Kaserne, Stauffenbergallee 12

Das Garde-Reiter-Denkmal in Dresden befand sich gegenüber an der heutigen Stauffenbergallee 12. Stadtwärts grenzt der Hechtpark an das Denkmalensemble, von dem nur noch der Sockel erhalten blieb.

## Standort
In der Albertstadt in Dresden befand sich das Garde-Reiter-Denkmal an der heutigen Stauffenbergallee Nummer 12 (vorher König-Georg-Allee) gegenüber dem ehemaligen Haupteingang der ehemaligen Garde-Reiter-Kaserne. Stadtwärts grenzt der Hechtpark an das Denkmalensemble. Das Denkmal erinnerte an die Treue zu König, Kaiser, dem Vaterland und der Pflichterfüllung und in Gedenken an die Gefallenen des ehemaligen Garde-Reiter-Regimentes in dessen 250-jährigen Geschichte und hauptsächlich an die gefallenen Regimentsangehörigen im Ersten Weltkrieg.

## Planung und Ausführung
Der Dresdner Wilhelm Herbert Lossow, Sohn des bekannten Dresdner Architekten William Lossow, fertigte im Auftrag von sächsischen Militär- und Kriegervereinen den Entwurf für das Denkmal. Es sollte ein hoch in den Himmel ragender Obelisk gestaltet werden, welcher alle Namen der Gefallenen präsentierte. Diese Namen, in Bronzebuchstaben angebracht, befanden sich an der Straßenseite und den Stirnseiten des Obelisken. Straßenseitig war ein Relief mit der Darstellung eines historischen Gardereiters im Kampf angebracht. Oberhalb des Reliefs trug ein auskragender Sims eine verjüngte quaderförmige Bekrönung. Das Denkmal bestand aus Pirnaer Sandstein und hatte eine Höhe von 7 Metern. Der Obelisk stand mittig in einer bastionsartigen Anlage mit in den Ecken befindlichen Sandsteinbänken. Der Dresdner Bildhauer Arthur Lange führte nach der Vorlage von Wilhelm Lossow die bildhauerischen Arbeiten aus.

## Bedeutung
Das Garde-Reiter-Denkmal wurde am Sonnabend, dem 1. November 1919 feierlich eingeweiht. Die Zeremonie fand zeitgleich mit der Auflösung des traditionsreichen und stolzen Dresdner Garde-Reiter-Regiments und der Übernahme in die Reichswehr statt. Das Reiter-Regiment Nr. 12 zog nun in die Kaserne ein, in den 1930er Jahren übernahm die Wehrmacht das Objekt. Die Einweihung des ersten Ehrenmals für die Gefallenen des Ersten Weltkrieges in Dresden fand unter sehr großer Anteilnahme der Dresdner Bevölkerung statt. Unter den zahlreichen Ehrengästen befanden sich ehemalige Regimentsangehörige, das sächsische Offizierskorps mit seiner Königlichen Hoheit Ernst Heinrich von Sachsen, Veteranen und Delegationen der sächsischen Militärvereine sowie Angehörige von den Gefallenen. Nach Militärmusik und einer Ansprache des Hofpredigers Pfarrer Keßler erläuterte der Garde-General der Kavallerie Krug von Nidda die Bedeutung und die 250-jährige Geschichte des Garde-Reiter-Regiments. Viele Künstler, Schriftsteller, Handwerksmeister, Ingenieure und andere bedeutende Persönlichkeiten, wie auch Reserveleutnant Wilhelm Lossow selbst, waren Angehörige dieser traditionsreichen Militäreinheit. Eine besondere Ehre war die Verlesung der Namen der Gefallenen des Ersten Weltkrieges: der 3 Beamten, 17 Offiziere, 15 Unteroffiziere und 73 Mannschaftsdienstgrade des Garde-Reiter-Regiments.

## Geschichte

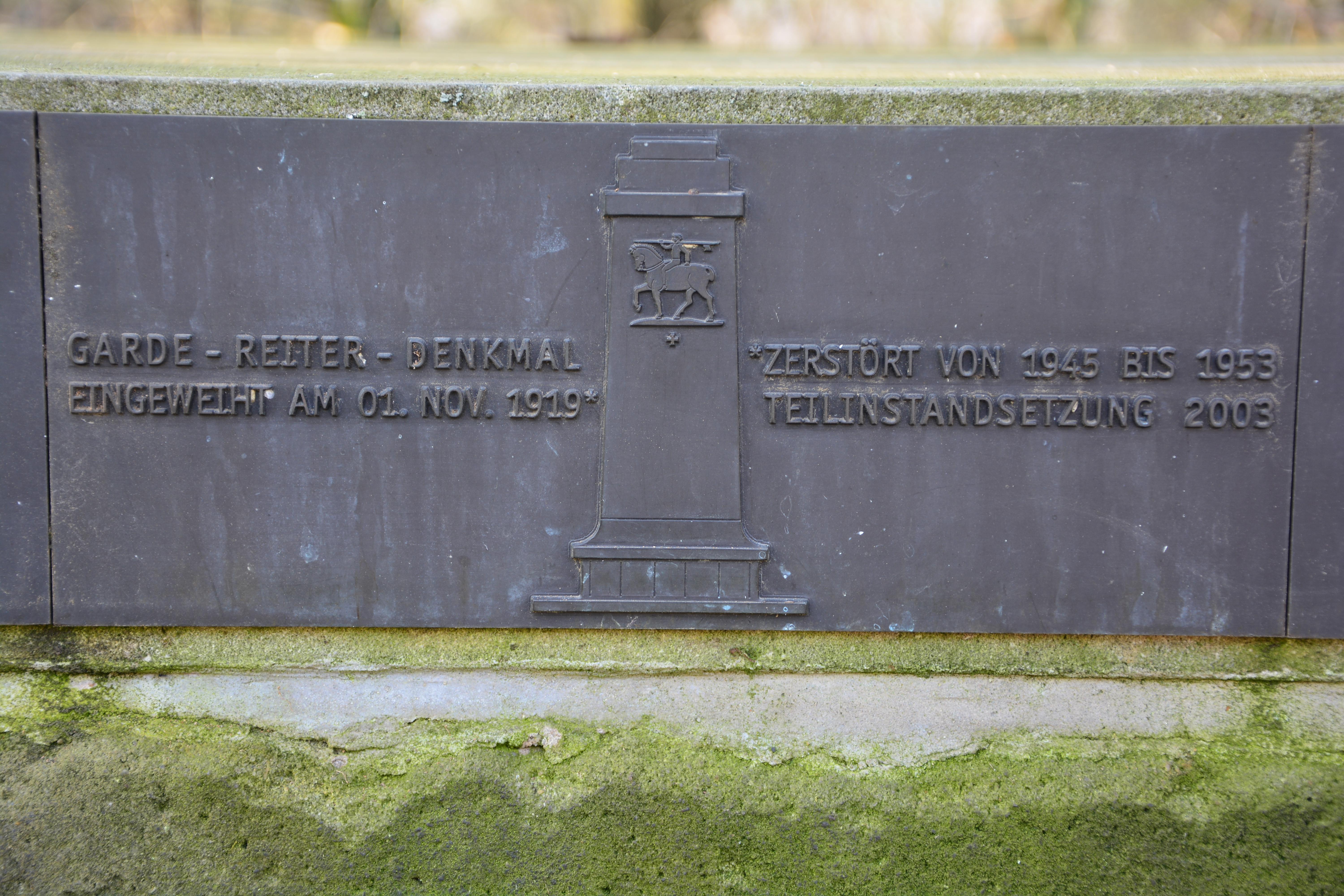
Dresden, Stauffenbergallee 12 (gegenüber) Garde-Reiter-Denkmal 2018

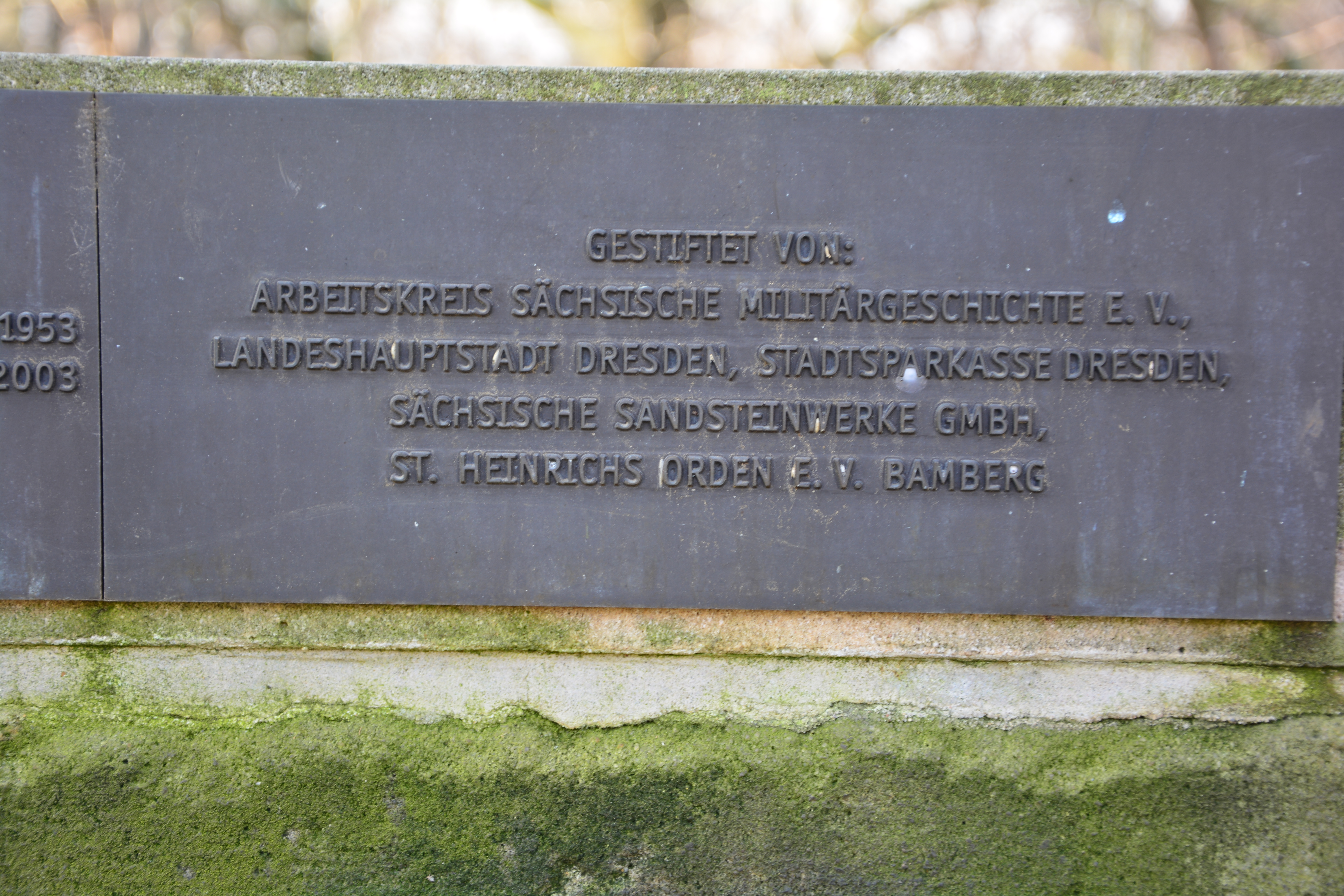
Dresden, Stauffenbergallee 12 (gegenüber) Garde-Reiter-Denkmal 2018

Alljährlich fanden ehrende Gedenkveranstaltungen am Garde-Reiter-Denkmal bis zum Kriegsausbruch 1939 statt. Die Bombardierung Dresdens 1945 überstand das Denkmal schadlos. In den anschließenden Nachkriegsjahren wurde es am 5. Juni 1946 allerdings von den kommunistischen Machthabern als militärisches faschistisches Denkmal von der Landesverwaltung Sachsen (Landesamt für Denkmalpflege) eingestuft. Um das Jahr 1953 erfolgte die Beseitigung des Obelisk. Übrig blieb die bastionsartige Anlage, welche in der weiteren DDR-Zeit dem Verfall preisgegeben war. Die erhaltenen Reste sollen nun bei einer Neugestaltung des Hechtparkes mit integriert werden. Zwischenzeitlich konnten im Jahr 2003 die Fundamente des Garde-Reiter-Denkmales durch Spendengelder vom Arbeitskreis Sächsischer Militärgeschichte e.V., der Landeshauptstadt Dresden, der Stadtsparkasse Dresden, der Sächsischen Sandsteinwerke GmbH und des St. Heinrichs-Ordens e.V Bamberg und weiteren zahlreichen Spenden gesichert und erneuert werden. Auch wurde zur Erinnerung eine Gedenktafel aus Bronze angebracht.